# Antitrygodes agrata
Antitrygodes agrata är en fjärilsart som beskrevs av Felder 1875. Antitrygodes agrata ingår i släktet Antitrygodes och familjen mätare. Inga underarter finns listade i Catalogue of Life.